# Християнський реалізм
Християнський реалізм — філософська концепція, розроблена богословом і соціальним політологом Рейнхольдом Нібуром в кінці 1940-х і на початку 1950-х років. Нібур стверджував, що Царство Боже не може бути реалізоване на Землі через те, що суспільство має вроджені продажні тенденції (в тому числі корупцію). Через ці несправедливості, які виникають на Землі, людина, таким чином, вимушена ставити під загрозу ідеал Царства Небесного на Землі.
Нібур також стверджував, що людина була вдосконаленою ілюзією, підкреслюючи гріховність людства в той час, коли світ зіткнувся з жахами подій часів Другої світової війни, Голокосту і т. д. Величезна кількість політичних діячів були під впливом християнського реалізму, такі як Мартін Лютер Кінг, Гілларі Клінтон, Джиммі Картер, Барак Обама, Мадлен Олбрайт і Джон Маккейн.

## Політичний вплив
Християнський реалізм спричинив сильний вплив на американську зовнішню і внутрішню політику в епоху Холодної війни. Багато членів неоконсервативного руху наголошували на необхідності успадковувати філософію Нібура, проте інші сперечалися, чи неоконсерватизм нехтує прихильністю Р. Нібура до соціальної справедливості.

## Перспективи християнського реалізму
«Християнський реалізм не надихнув на гімни і на побудову міцних інститутів. Це було навіть не рухом, а, скоріше, реакція на Соціальне Євангеліє, скерована однією людиною, Рейнольдом Нібуром. Соціальне Євангеліє, навпаки, було рухом, який існував півстоліття і тривалою перспективою, яка проклала шлях до сучасного екуменізму, соціального християнства, руху за громадянські права, а також сфери соціальної етики», — Гері Дорріт.
Артур М. Шлезінґер, мол. в некролозі Нібуру в The New York Times писав: «Нібур робить акцент на пороці, який вразив моє покоління, виховане на оптимістичних переконаннях людини невинності і самовдосконалення. Ніщо не підготувало нас до Гітлера і Сталіна, Голокосту, концтаборів та ГУЛАГу. Людська природа, мабуть, є схильною до зіпсованості. Традиційно, ідея крихкості і слабості людини привела до вимоги поклоніння обраній владі. Але Нібур відкинув цей давній консервативний аргумент. Він показав, що призначена влада є більш схильною до спокус корисливості, самообману і самовдоволення. Влада повинна бути збалансованою владою».

## Християнський реалізм у XXI столітті
Після подій 11 вересня 2001 року, багато вчених мали сумніви щодо світської основи політичного реалізму, особливо в умовах критики постмодернізму. Чарльз Джонсон з Кембриджського університету припустив, що міжнародне право і нормативна теорія допускають існування християнської етики, попри комплекс секуляризму, який пронизує теорію міжнародних відносин. Попри переконання вчених християнського реалізму, спочатку пов'язаних з англійською школою, відродження інтересу до місця релігії в міжнародних відносинах спостерігається відносно недавно.